# Driezna (stacja kolejowa)
Driezna (ros. Дрезна) – węzłowa stacja kolejowa w miejscowości Driezna, w rejonie oriechowsko-zujewskim, w obwodzie moskiewskim, w Rosji. Położona jest na nowym szlaku Kolei Transsyberyjskiej. Możliwy jest z niej bezpośredni zjazd do lokomotywowni stacji Oriechowo-Zujewo.

## Historia
Stacja powstała w czasach carskich na linii Moskwa – Niżny Nowogród, pomiędzy stacjami Pawłowo i Oriechowo.